# 松尾紀子
松尾 紀子（まつお のりこ、結婚後の本名は伊藤紀子、1959年（昭和34年）9月5日 - ）は、フリーアナウンサー、元フジテレビアナウンサー、気象予報士。

## 来歴・人物
東京都目黒区出身。目黒区立八雲小学校、目黒区立第十中学校、東京都立青山高等学校を経て、同高校を卒業後一浪し、1979年慶應義塾大学文学部社会心理学専攻に入学する。
1983年、フジテレビへ入社。同期に中村奈緒美、筒井櫻子、牧原俊幸がいた。フジテレビの女性アナウンサーとしては珍しく、入社当初から娯楽番組を殆ど担当せずに主に報道番組を担当した。
1987年から2年半ほどニューヨーク支局に駐在し、また、1993年にアメリカのコロンビア大学ジャーナリズム大学院に留学。
一般人と結婚後、1994年11月16日に長女を出産、その経緯は当時深夜のバラエティー番組『快楽妊婦』の企画で放送された。その後1999年に長男を産み、現在2児の母である。出産後は自身の経験などを元に子育てや教育問題を中心に取材・リポートすることが多く、それらのまとめとして本を2冊出版した。
2015年7月31日をもって、フジテレビを退社。退社後はフジテレビ子会社の東京フイルム・メート（現在のフジ・メディア・テクノロジー）に所属し、淑徳大学人文学部表現学科でコミュニケーション論を教えたり、企業研修や講演活動をしている。

## 過去の出演番組
| 期間                              | 期間                               | 報道・情報番組                       | 報道・情報番組                 | 報道・情報番組 |
| 期間                              | 期間                               | 番組名                               | 役職                           | 担当日         |
| --------------------------------- | ---------------------------------- | ------------------------------------ | ------------------------------ | -------------- |
| 1989年4月3日                      | 1990年3月30日                      | FNN DATE LINE                        | キャスター                     | 平日           |
| 1991年4月5日                      | 1992年3月27日                      | FNNスピーク                          | キャスター                     | 金曜日         |
| 1991年4月8日                      | 1992年3月31日                      | FNN World Uplink                     | お天気キャスター               | 月・火曜日     |
| 1992年1月10日                     | 1992年6月26日                      | FNN NEWSCOM                          | 長谷部真理子の代役             | 隔週金曜日     |
| 1992年4月2日                      | 1992年8月21日                      | FNNスピーク                          | キャスター                     | 木・金曜日     |
| 1994年10月3日                     | 1995年9月29日                      | FNNニュース2:00                      | シフト勤務キャスター           | （交替制）     |
| 1997年9月29日                     | 1998年3月25日                      | めざまし天気                         | 司会                           | 月～水曜日     |
| 1998年3月30日 および 1999年9月6日 | 1999年3月5日 および 2000年3月31日  | FNNスーパーニュース                  | お天気キャスター               | 平日           |
| 2000年4月6日                      | 2001年3月30日                      | めざまし天気                         | 司会                           | 木・金曜日     |
| 2001年4月6日                      | 2002年12月27日                     | めざまし天気                         | お天気キャスター               | 金曜日         |
| 2002年10月8日                     | 2004年3月30日                      | F-2                                  | 『NEWSレインボー発』キャスター | 火曜日         |
| 2003年1月9日                      | 2003年3月28日                      | めざまし新聞                         | 司会                           | 木・金曜日     |
| 2003年3月31日                     | 2003年6月24日                      | めざまし新聞for BIZ                  | 司会                           | 月・火曜日     |
| 2004年4月1日                      | 2005年4月1日                       | F2-X                                 | 『NEWSレインボー発』キャスター | （交替制）     |
| 2005年4月4日                      | 2005年9月30日                      | F2スマイル                           | 『NEWSレインボー発』キャスター | （交替制）     |
| 2005年10月7日 および 2007年4月6日 | 2006年3月31日 および 2009年3月27日 | レインボー発                         | キャスター                     | 金曜日         |
| 2006年4月7日                      | 2007年3月30日                      | ひるこた!〜昼もこたえてちょーだい!〜 | 『レインボー発』キャスター     | 金曜日         |
| 2009年3月31日                     | 2010年3月23日                      | レインボー発                         | キャスター                     | 火曜日         |
| 2010年3月30日                     | 2011年3月22日                      | レインボー発                         | キャスター                     | 隔週火曜日     |

| 期間       | 期間      | その他             | その他           |
| 期間       | 期間      | 番組名             | 役職             |
| ---------- | --------- | ------------------ | ---------------- |
| 1990年     | 不明      | 週末おまかせパギTV | MC               |
| 1990年10月 | 1991年9月 | アインシュタイン   | MC               |
| 1992年10月 | 1994年3月 | ウゴウゴルーガ     | 田嶋秀任の代行MC |
| 2007年10月 | 2008年9月 | アナ☆ログ          | アドバイザー     |

## 著書
- 『赤ちゃんがほしい―不妊症治療の最前線で何がおこっているか』（文藝春秋、1995年、ISBN 978-4163497907、絶版）
- 『こんな教育発見!―家庭で生かしたい教育現場の知恵』（学習研究社、2006年、ISBN 978-4054029835、絶版）